# 卡夫卡獎
弗兰茨·卡夫卡文学獎（捷克语：Cena Franze Kafky）是為了紀念德語長篇小說作家法蘭茲·卡夫卡所頒發的年度國際文學獎，該獎項最早於2001年頒發，而頒獎典禮由捷克布拉格政府與布拉格卡夫卡協會共同主辦。卡夫卡獎亦會邀請其他國家的著名評論家來組成國際評審團，其中著名的評審包括有馬塞爾·萊希·拉尼奇、彼得·狄美等人，不過通常仍然是以捷克主辦方所提供的評審擔任主導角色。

## 提名
卡夫卡獎被視為捷克所頒發具全球重要性的的文學獎項，同時也是今日最富盛名的文學榮譽之一。關於提名者並未限制其國籍，唯一的要求是其作品或者書籍至少有一部曾經被翻譯為捷克語，而提名的標準為作品要有「人文性格和文化寬容之貢獻，允許國家、語言和宗教上多樣地存在，而且其角色能夠永恆並有效地呈現出關於我們這個時代的見證」。獲獎者能夠前往布拉格老城的市政厅獲得由捷克參議院議長和布拉格市長頒發的10,000美元（約7,500歐元）的獎金，以及一座以布拉格當地的紀念雕像為範本所製作的卡夫卡小型銅像。
卡夫卡獎曾經與後來頒發的諾貝爾文學獎得主重疊，包括奧地利女作家艾爾弗雷德·耶利內克、英國劇作家哈羅德·品特、奧地利劇作家彼得·汉德克。2006年，日本作家村上春樹成為亞洲首位獲獎的作家。2014年5月27日，2014年度弗兰茨·卡夫卡文学奖公布获奖人选，中国荒诞现实主义作家阎连科获奖。阎连科因此成为第一位获得此奖的中国作家，也是继日本作家村上春树之后，第二位获此奖项的亚洲作家。

## 获奖者列表
| 年     | 获奖者              | 国籍           |
| ------ | ------------------- | -------------- |
| 2001年 | 菲利普·罗斯         | 美国           |
| 2002年 | 伊凡·克里玛         | 捷克           |
| 2003年 | 纳达斯·彼得         | 匈牙利         |
| 2004年 | 艾尔弗雷德·耶利内克 | 奥地利         |
| 2005年 | 哈罗德·品特         | 英国           |
| 2006年 | 村上春樹            | 日本           |
| 2007年 | 伊夫·博纳富瓦       | 法國           |
| 2008年 | 阿尔诺什特·卢斯蒂格 | 捷克           |
| 2009年 | 彼得·汉德克         | 奥地利         |
| 2010年 | 瓦茨拉夫·哈维尔     | 捷克           |
| 2011年 | 约翰·班维尔         | 爱尔兰         |
| 2012年 | 达妮埃拉·霍德罗娃   | 捷克           |
| 2013年 | 阿摩斯·奥兹         | 以色列         |
| 2014年 | 閻連科              | 中华人民共和国 |
| 2015年 | 爱德华多·门多萨     | 西班牙         |
| 2016年 | 克劳迪奥·马格里斯   | 義大利         |
| 2017年 | 瑪格麗特·愛特伍     | 加拿大         |
| 2018年 | 伊万·维尔尼施       | 捷克           |
| 2019年 | 皮埃尔·米雄         | 法國           |
| 2020年 | 米兰·昆德拉         | 捷克           |
| 2021年 | 伊万·维斯科奇       | 捷克           |

## 外部連結
- （捷克文） SPOLEČNOST FRANZE KAFKY（页面存档备份，存于）